# DoCoMo Java
 (décembre 2020).
DoJa (DoCoMo Java) est un « profil J2ME » pour les téléphones mobiles i-mode lancé par le groupe japonais NTT DoCoMo. Le profil de l'API tire en particulier parti de l'écran couleur, des sonneries polyphoniques et de la connectivité de ces téléphones.
DoJa est l'équivalent de MIDP développé par Sun et présent sur les téléphones mobiles WAP.
Un des avantages importants de DoJa par rapport à MIDP est qu'il est sensiblement plus aisé pour le développeur de porter ses applications DoJa d'un téléphone i-mode à un autre, car le comportement de DoJa est plus homogène entre les différents téléphones.
Défini par NTT Docomo avant la finalisation de la norme MIDP afin de pouvoir lancer ses téléphones i-mode nouvelle génération au Japon, DoJa existe en de nombreuses versions:
Au Japon

DoJa 1.0, 2.0, 3.0, 4.0, 5.0
Ailleurs

(aussi appelé DoJa Overseas Edition)
DoJa 1.5 et DoJa 2.5

## Contraintes techniques DoJa 1.5 et 2.5
Les applications DoJa 1.5 et DoJa 2.5 sont fournies sous la forme d'un fichier Jar ne devant pas dépasser les 30 kb. Il est néanmoins possible d'utiliser une mémoire persistante pour stocker des ressources (graphiques, sons etc.) appelée Scratchpad.

Le scratchpad fait en général 100 kb, mais peut parfois faire 200 kb dans le cas d'un téléphone disposant d'un grand écran (ex. : Mitsubishi M430i et son écran de 240*270 pixels).

Bien que contrairement à MIDP, le support d'HTTP soit toujours disponible et fonctionnel en DoJa, il est impossible d'effectuer une requête de plus de 10 kb en réception (cette limite est différente pour certains mobiles 1.5 et l'ensemble des mobiles 2.5).

## Téléphones compatibles DoJa
- Alcatel 341i
- Grundig 402i
- Grundig 500i
- Grundig 600i
- LG 341i
- LG 342i
- LG 343i
- Motorola E378i
- Mitsubishi m341i
- Mitsubishi m342i
- Mitsubishi m420i
- Mitsubishi m430i
- Nec n341i
- Nec n342i
- Nec n343i
- Nec n400i
- Nec n401i
- Nec n410i
- Nec n411i
- Nec n412i
- Nec n500i
- Nec n600i
- Panasonic p341i
- Panasonic p342i
- Sagem sg321i
- Sagem sg322i
- Sagem sg341i
- Sagem sg342i
- Sagem sg343i
- Sagem sg344i
- Sagem sg346i
- Sagem My700Xi
- Samsung s341i
- Samsung s342i
- Samsung s400i
- Samsung s410i
- Samsung s500i
- Samsung s501i
- Samsung s730i
- Samsung SGH-Z320i
- Samsung SGH-Z650i
- SonyEricson K550iM
- tsm 30i
- tsm 7i